# グリゴリオス5世 (コンスタンディヌーポリ総主教)
グリゴリオス5世（ギリシア語: Γρηγόριος Ε΄、英語: Gregory V、1746年 – 1821年4月22日）は、コンスタンディヌーポリ総主教。オスマン帝国のスルタン・マフムト2世に処刑されたことで著名である。

## 概要
ディミツァナ村の貧しい両親のもとに1746年に生まれ、のちにコンスタンディヌーポリ総主教（全地総主教）となった人物である。1738年に火災で損傷を受けた聖ゲオルギオス大聖堂の修復に大きな役割を果たした。
なお、グリゴリオス5世は総主教を3度務めている（在位：1797年 - 1798年、1806年 - 1808年、1818年 - 1821年）。

## その最期
1821年、ギリシャ独立を目指す秘密結社フィリキ・エテリアの指導者であるアレクサンドロス・イプシランディスがロシアよりワラキア、モルドバへ侵入、ここにギリシャ独立戦争が開始された。当初、ワラキア、モルドバのみで立ち上がった炎はペロポネソス半島にも広がっていた。この報告を受けたオスマン帝国スルタン、マフムト2世はイスラムの長老からギリシャ正教徒への聖戦の布告を受けようとした。しかし、長老はこれを拒否した上でグリゴリオス5世と会合を持った。
この会合より戻ったグリゴリオス5世と聖シノドはギリシャ独立戦争の嚆矢となったフィリキ・エテリアの指導者アレクサンドロス・イプシランディス、フィリキ・エテリア創設者の一人であるミハイル・スツォスら、そしてフィリキ・エテリア自体をオスマン帝国のスルタン及び聖なる神の意思に背く逆徒であるとして彼らを激しく非難する回勅及び「破門（アナテマ）」を繰り返し発し、全ての公位聖職者及び司祭は反乱に反対することに同意することを命令、違反したものは地位の停職、剥奪などや「地獄の火」の罰を受けることになることを宣言、「アナテマ」は聖枝祭（4月21日）に公開された。
しかし、オスマン帝国スルタン、マフムト2世はペロポネソス半島での反乱に対して半狂乱状態に陥っており、グリゴリオス5世がギリシャの反乱に関係していると固く信じていた。

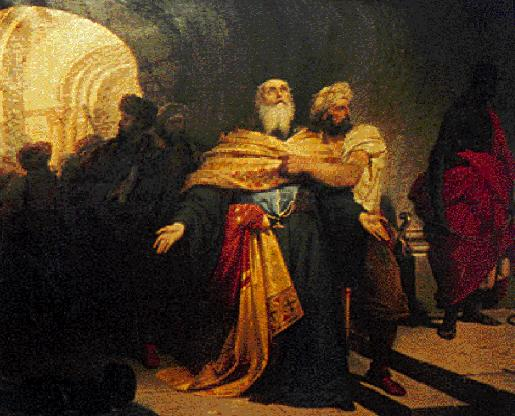
グリゴリオス5世の死の直前の模様。Νικηφόρος Λύτρας（ニキフォロス・リトラス）による（19世紀制作）。

1821年4月22日、イスタンブールのファナリ地区の聖ゲオルギオス大聖堂で復活大祭が営まれ、グリゴリオス5世も総主教としての祭服を完装していた。そして午後に入り復活大祭の徹夜祷に先立って聖体礼儀を行っているとオスマン帝国の兵士らがなだれ込んだ。奉神礼が終わると兵士らは総主教や主教、司祭らを捕らえて首に縄をかけた。

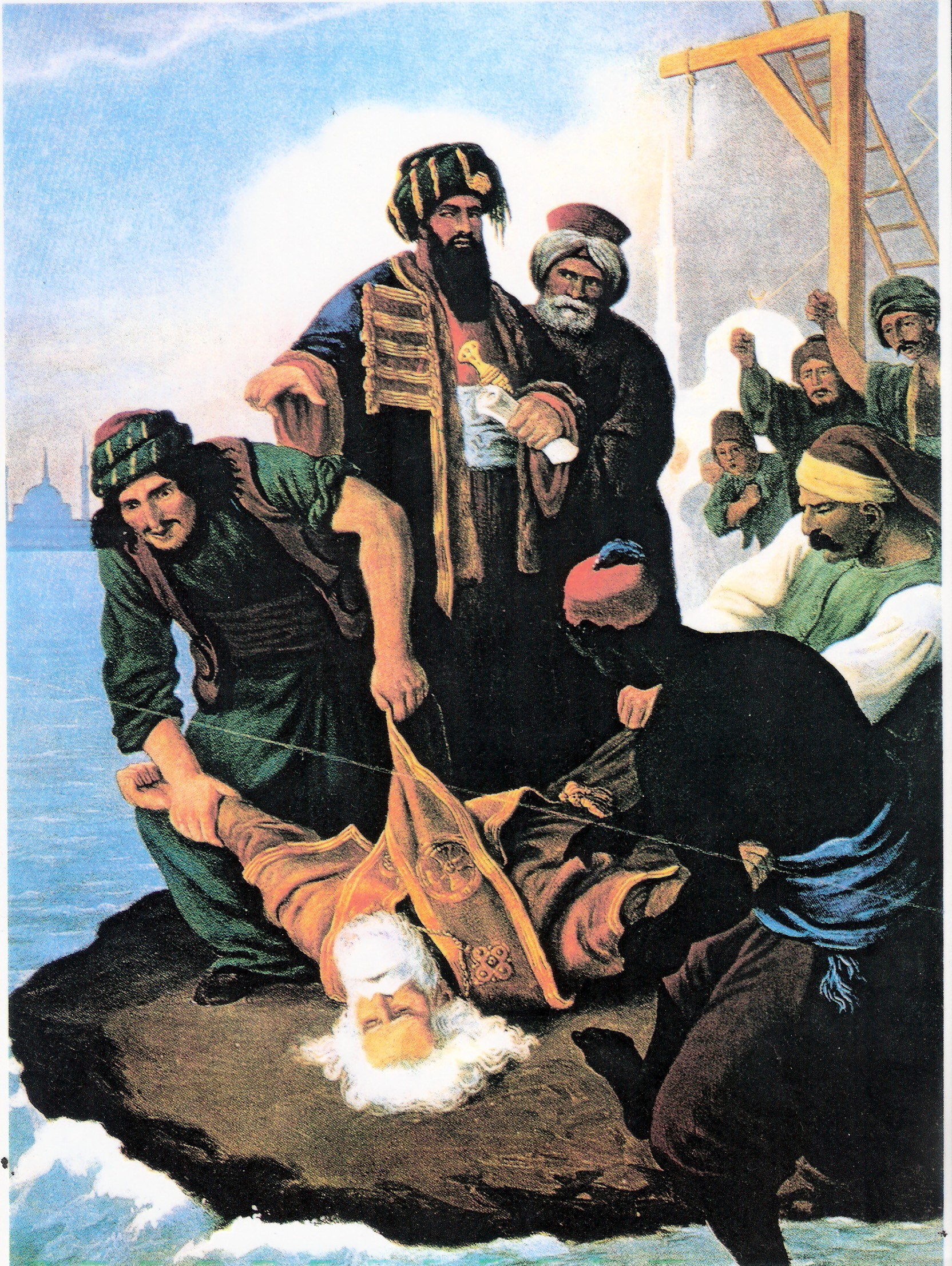
金角湾に投げ込まれるグリゴリオス5世。Peter von Hess（ペーター・フォン・ヘス）による（19世紀制作）。

グリゴリオス5世はそのままファナリ地区の門で絞首刑に処され、同時に3人の主教、2人の司祭がイスタンブールの別の場所へ吊るされた。これはオスマン帝国が総主教が宗教的活動の自由を与えられているのは正教徒らをオスマン帝国に従わせることが義務であると考えていたからであった。さらにマフムト2世は正教徒の誇りを傷つけるためにグリゴリオス5世の遺体をユダヤ教徒らに与えた。ユダヤ教徒らは遺体の足を引っ張って市場を引きずり回した上で金角湾へ錘をつけて投げ込んだ。
そしてイスタンブールの興奮した暴徒らは正教会の略奪を行ない、総主教の冠がたたき壊されたりした。

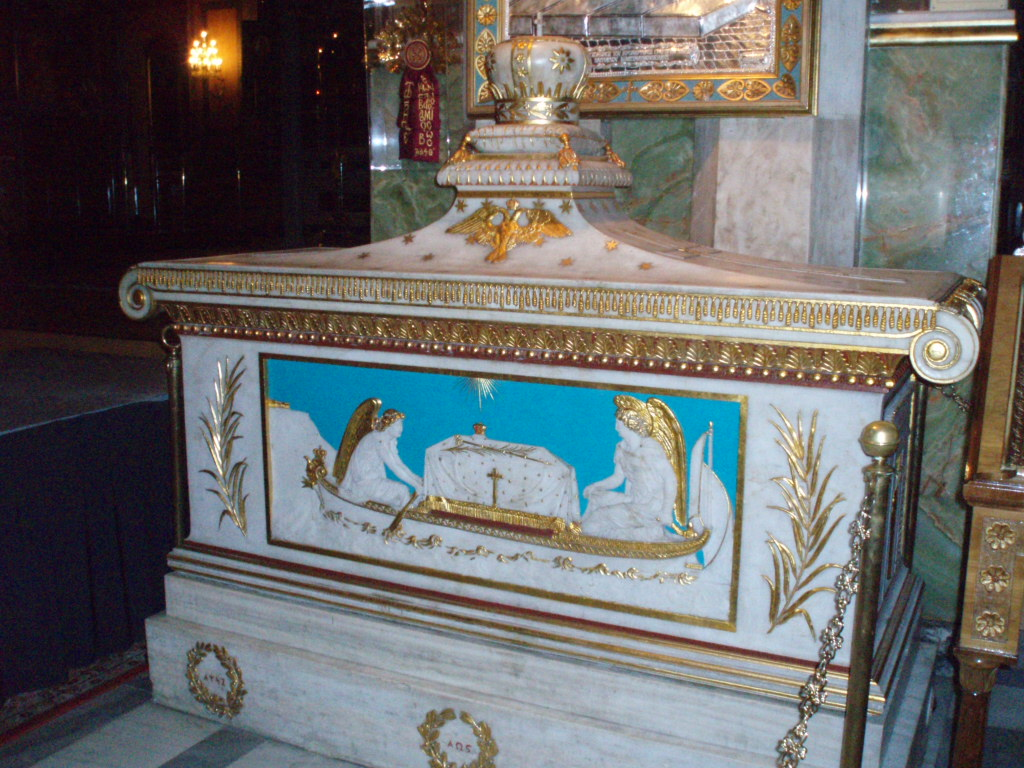
アテネの生神女福音大聖堂にある、グリゴリオス5世の不朽体が納められた聖櫃

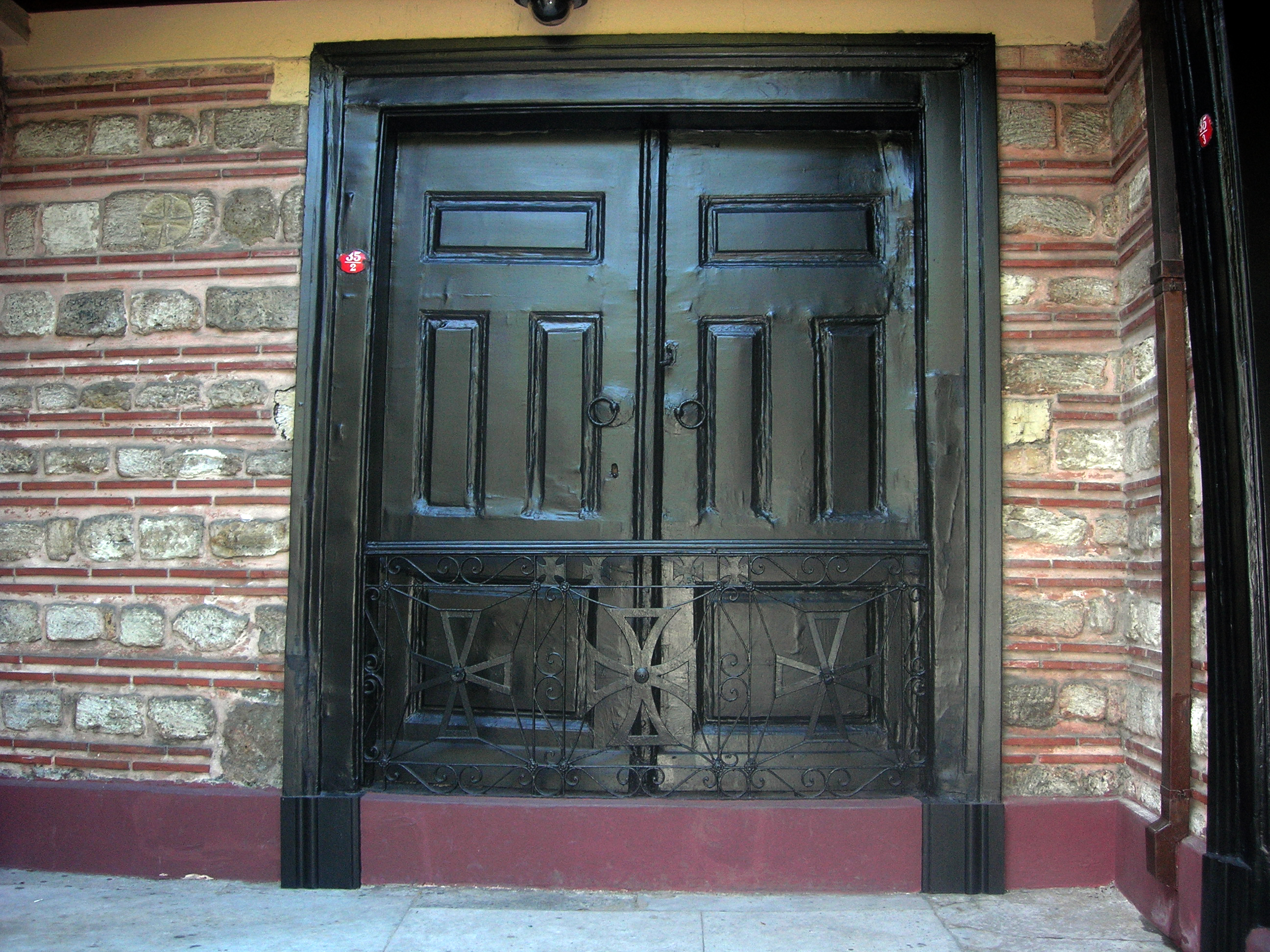
溶接されて閉ざされた総主教庁の正門

遺体はその後、ロシアと穀物取引を行っていた貨物船のそばに浮上した。この遺体が総主教座教会の雇われ人でこの貨物船に避難していた人によってグリゴリオス5世と確認されたのち、ギリシャ人船長は遺体を回収した。そして船上でグリゴリオス5世の葬儀を営み、オデッサへ輸送した。その後、グリゴリオス5世の遺体はギリシャへ移送され、アテネの生神女福音大聖堂に葬られた。
グリゴリオス5世は正教会によって国の致命者（Εθνομάρτυρας）・神品致命者として記憶されている。彼の記憶のため、総主教庁の正門は1821年に溶接されて閉ざされ、現在もなお閉ざされたままである。